# Laura nuda
Laura nuda è un film italiano del 1961 diretto da Nicolò Ferrari.

## Trama
Depressa e insoddisfatta, Laura vive senza amore anche se intreccia rapporti con alcuni uomini, alla ricerca di un senso nella vita.